# Assassinato de Rafael Winques
O assassinato de Rafael Mateus Winques (Planalto, 2009 — Planalto, 15 de maio de 2020), de onze anos de idade, por sua mãe, Alexandra Dougokenski, ocorreu em 15 de maio de 2020, na cidade de Planalto, no norte do Rio Grande do Sul.
Rafael foi morto porque, segundo a mãe, era "muito agitado" e ficava a "noite toda jogando no celular". Inicialmente, a mãe sustentou que havia dado dois comprimidos Diazepam ao filho, o que havia levado o menino à morte "por acidente", no entanto, no dia 27 de junho, após mais um depoimento, ela acabou confirmando que havia enforcado o filho com uma corda após os remédios não terem feito efeito. Os peritos já haviam detectado, após a necropsia, que a morte havia sido por "estrangulamento", o que Alexandra sempre havia negado.
O caso lembra o da morte de outro menino no RS poucos anos antes, quando Bernardo Boldrini foi assassinado pela madrasta, com ajuda de uma amiga e apoio do pai, numa cidade próxima a Planalto.
Em janeiro de 2023, Alexandra foi condenada pelo crime a 30 anos de prisão.

## Pano de fundo
Rafael morava com a mãe, o companheiro desta e um irmão de 16 anos na cidade de Planalto. O pai de Rafael, Rodrigo Winques, morava na cidade de Bento Gonçalves desde 2017.
Segundo sua avó materna, Isaíldes Batista, "o Rafa era querido por todos, um amor. Um sonho de criança". A avó também relatou que Alexandra era uma boa mãe e que os filhos eram muito disciplinados. Isaíldes disse à imprensa que qualquer vizinho diria que o relacionamento familiar entre Alexandra, seu namorado e os filhos era bom.
De acordo com o G1, a professora Ladejane Ravagió, que deu aulas para Rafael em 2019, quando o menino estava no 5° ano, relatou que "ninguém esperava isso, até pelo comportamento dela durante todos esses anos, de ter muito cuidado com os dois filhos dela". Ela sempre muito cuidadosa com o menino, mandava ele para o colégio sempre acompanhando ele, sempre limpinho, bem vestido. Um guri bem cuidado pela mãe". A professora também descreveu Rafael como "muito estudioso, um menino que tinha boas notas e bom comportamento, e era meigo, tímido, reservado e carismático com os colegas".

## O crime

### Cronologia
15 de maio: Rafael desapareceu, segundo a mãe, durante a noite. Ela contou à Polícia Civil que deixou a criança no quarto para dormir e quando acordou, no dia seguinte, ele não estava mais em casa. O G1-RS escreveu: "Conforme o relato da mãe à polícia, a cama estava desarrumada e a porta da casa encostada. O local não tinha sinais de arrombamento. A principal suspeita é de que ele tenha saído de casa durante a noite. A família procurou por Rafael na casa da avó e na casa de amigos, mas ele não foi encontrado.Segundo os familiares, ele estava vestindo uma camiseta de futebol do Grêmio, calça de moletom preta, chinelos e óculos de grau".
18 de maio: a polícia teve ajuda do corpo de Bombeiros de Palmeira das Missões e a da Brigada Militar de Frederico Westphalen (cidade onde Bernardo Boldrini foi assassinado) e cães farejadores para fazer buscas numa mata que fica próxima à casa da família. Buscas em cidades vizinhas também foram feitas.
20 de maio: a polícia diz que está fazendo todo possível para encontrar o menino e que fotos de Rafael haviam sido divulgadas.
22 de maio: uma equipe da Polícia Civil (PC) realiza perícia em residências e automóveis. Os peritos empregaram a substância luminol para detectar sinais de sangue.
25 de maio: a polícia intensifica as investigações e espera um grupo policial da Divisão da Criança e do Adolescente (DCA), que viria de Porto Alegre no dia 26 para ajudar nas buscas. No início da tarde, a mãe de Rafael diz: "a gente quer uma luz, uma notícia que diga que viram ele em algum lugar. Só queremos ele de volta em casa. Estamos desesperados. Não sei mais onde apelar, pra que lado pedir. Porque é um vazio imenso. Ele é nossa criança, tem 11 anos, mas é nossa criança". O corpo foi localizado no dia 25 de maio de 2020, por volta das 17h30, após a mãe levar os policiais até o local onde o havia escondido. Conforme a polícia, o corpo estava enrolado em um lençol, com uma corda no pescoço, e havia sido colocado dentro de uma caixa de papelão, na garagem de uma casa que ficava a apenas cinco metros da casa onde a família morava e que estava vazia porque os donos estavam viajando.
Após a descoberta do corpo, o Conselho Tutelar de Planalto postou em seu seu Facebook: "É com grande pesar que o CONSELHO TUTELAR DE PLANALTO - RS comunica o aparecimento do corpo do nosso querido RAFAEL MATEUS WINQUES. Nosso agradecimento a todos os envolvidos nas buscas! PLANALTO ESTÁ DE LUTO".

## Investigações
Inicialmente, a polícia trabalhava com três hipóteses - saída voluntária da criança, o que foi descartado pelo comportamento introvertido do menino; ação de terceiros, que teriam retirado a criança de dentro da casa e homicídio dentro da residência - no entanto, a última linha acabou ganhando força pois segundo a PC, a mãe apresentava um comportamento "muito tranquilo" dadas as circunstâncias. "A polícia passou a desconfiar da mãe por agir "muito serena e muito tranquila" apesar do desaparecimento do filho, segundo o delegado. Além disso, a mulher, ao invés de procurar inicialmente a Polícia Civil ou Brigada Militar acionou primeiro o Conselho Tutelar. "A mãe procurava passar riqueza de detalhes que certamente não teria condições de saber", escreveu o UOL.
Durante a tarde de 25 de maio, usando técnicas de interrogatório especiais, a PC mostrou para a mãe que havia algumas contradições em seus depoimentos. O UOL reportou: "a mulher foi novamente chamada para prestar depoimento e acabou confessando o crime. "Foi um depoimento exaustivo, com técnicas para mostrar para a mãe perguntas que estavam nebulosas. Foi mostrado para a mãe toda a evidência de fatos e ela começou a chorar e imediatamente confessou os fatos", afirmou o delegado".
"A Polícia Civil localizou, na tarde desta segunda-feira (25), o corpo do menino Rafael Mateus Winques, 11 anos, desaparecido há duas semanas na cidade de Planalto. A mãe do menino, em depoimento, confessou ter cometido homicídio contra o filho", escreveu a PC do RS em seu Twitter.
Em seus primeiros depoimentos, a mãe disse que matou o filho com o uso do medicamento Diazepan porque ele seria muito agitado e queria passar a noite toda jogando no celular. Ela sustentou a versão de que a morte foi acidental, mas o laudo pericial apontou que Rafael havia sido estrangulado.
No dia 29 de maio, a PC fez uma nova perícia na casa onde Rafael morava em busca de indícios da participação de outras pessoas e para descobrir se o crime havia sido premeditado e no dia 20 de junho uma reconstituição foi feita por peritos do Instituto-Geral de Perícias do RS (IGP). Segundo o UOL, o objetivo da reconstituição foi fazer um "um passo a passo cronológico" do crime para confrontar o depoimento de Alexandra com detalhes do fato.
No dia 27 de junho, num novo depoimento, Alexandra confessou que matou Rafael através de enforcamento com uma corda de varal. Ela disse que após ter dados dois comprimidos de Diazepam para o filho, às 2 horas da madrugada ele ainda estaria acordado. Ela então teria decidido enforcá-lo, tendo depois levado o corpo, no colo, até a garagem onde ele foi encontrado. Após a nova confissão, Alexandra passou a poder ser  julgada por homicídio doloso, quando há intenção de matar.
Em 17 de julho, a Gaúcha ZH escreveu que ela "tentou direcionar a responsabilidade do fato ao seu irmão – e tio do menino – e ao pai de Rafael, Rodrigo Winques – possibilidades que foram descartadas pela polícia por provas técnicas e testemunhais".
Segundo a mãe de Alexandra, foi ela que perguntou pelo neto quando foi fazer uma visita à filha no meio da manhã de 15 de maio - as casas ficavam uma em frente à outra. Segundo a Gaúcha ZH, a avó disse: "eu perguntei pra ela: 'O Rafa não tá lá?' E ela respondeu 'não? '- lembrou". (...) "A avó do menino relatou que ficou apavorada com a situação e pediu que a filha procurasse as autoridades. Alexandra, então, teria ligado para o namorado, que apareceu em seguida. A avó diz que sua filha parecia estar tranquila. Foi só após muita insistência que concordou que a primeira autoridade fosse avisada: o Conselho Tutelar".
No início de outubro de 2020, a família de José Dougokenski, primeiro marido de Alexandra, pediu a reabertura do inquérito que averiguou o possível suicídio de José, já que uma investigação particular apontou similaridades com o assassinato de Rafael: enforcamento com um corda de náilon e o possível uso de substância entorpecente (bebida alcoólica). A advogada da família e o investigador chegaram a falar em "mesmo modo de operação" - modus operandi - o que pode levar Alexandra, se confirmado o crime de José nas mesmas circunstâncias, a ser classificada como serial killer.
A Justiça autorizou a reabertura da investigação sobre morte do ex-marido de Alexandra em janeiro de 2021.

## Prisão, julgamento e pena
Após a confissão inicial e descoberta do corpo, Alexandra foi presa preventivamente e levada para o presídio da cidade de Iraí, tendo sido dias depois transferida para um presídio da cidade de Guaíba, cidade que fica próximo à Porto Alegre.
O inquérito foi finalizado e enviado à justiça em 10 de julho, sendo Alexandra indiciada por quatro (04) crimes: homicídio doloso quadruplamente qualificado: motivo torpe, motivo fútil, asfixia e dissimulação e recurso que dificultou a defesa da vítima; ocultação de cadáver; falsidade ideológica e fraude processual.
Ao indiciar Alexandra, a juíza proferiu que "a denunciada deu notórios indicativos do ânimo em dificultar a investigação criminal, na medida em que buscou convencer, na oportunidade que teve para conversar com o namorado e o filho antes da reprodução simulada dos fatos, da sua inocência, apresentando-lhes uma versão sobre a morte de Rafael completamente dissociada dos elementos indiciários, sendo certo que influenciaria negativamente as testemunhas que lhes fossem próximas se solta estivesse, circunstância que poderia atrapalhar ou até mesmo inviabilizar a instrução processual".
Em dezembro, a Justiça tomou novos depoimentos sobre o crime. Foram ouvidos o pai de Rafael, o ex-namorado de Alexandra, Delair de Souza, a mãe e irmão da assassina, outras pessoas relacionadas à família e os delegado que conduziram as investigações. Alexandra chegou a acusar o pai da criança pelo crime, tendo Rodrigo dito nos novos depoimentos que não sabe por que ela fez isto. Nenhuma evidência da culpa de Rodrigo foi encontrada.
Em janeiro de 2021, a Justiça aceitou o pedido para que o interrogatório inicial onde a mãe assumiu ter enforcado Rafael não fosse usado no caso. A defesa alegou que Alexandra não estava acompanhada de um advogado durante o interrogatório. Na mesma data, a Justiça negou um pedido para que a ré aguardasse o julgamento em liberdade.
O julgamento de Alexandra havia sido marcado em junho de 2021 para 08 de novembro do mesmo ano, mas acabou remarcado para março de 2022.
Novamente remarcado, o julgamento de Alexandra finalmente aconteceu em janeiro de 2023 e a ré acabou condenada a 30 anos e 2 meses de reclusão pelos crimes de homicídio qualificado, ocultação de cadáver, falsidade ideológica e fraude processual.

## Repercussão
O crime chocou a pequena cidade e o país, tendo sido reportado em diversos veículos de imprensa do estado e Brasil, como na Zero Hora de Porto Alegre, o G1 da Globo, no UOL e pela Record. Um jornal da região, o Diário da Manhã, chegou a chamar o crime de "bárbaro".
"Não a considero mais minha filha. Se foi ela, é um monstro", disse a mãe de Alexandra, Isaíldes Batista, após saber das circunstâncias do crime. Já o irmão de Alexandra, Alberto Cagol, que era muito ligado ao menino, disse que jamais perdoaria Alexandra. "Nunca vou perdoá-la. Não tirou só a vida dele, mas de todo mundo", disse.
"Toda a comunidade chora, comunidade está muito triste, desolada, é algo horrível o que aconteceu, ninguém consegue acreditar", disse a professora Ladejane Ravagió, que havia dado aula para Rafael em 2019.